# Red Faction II
Red Faction II är ett förstapersonsskjutare som utvecklats av Volition och publicerades av THQ för PlayStation 2, GameCube, Xbox och Microsoft Windows.